# Agonita nigriceps
Agonita nigriceps es un coleóptero de la familia Chrysomelidae.
Fue descrita científicamente por primera vez en 1869 por Baly.